# Рохор (річка)

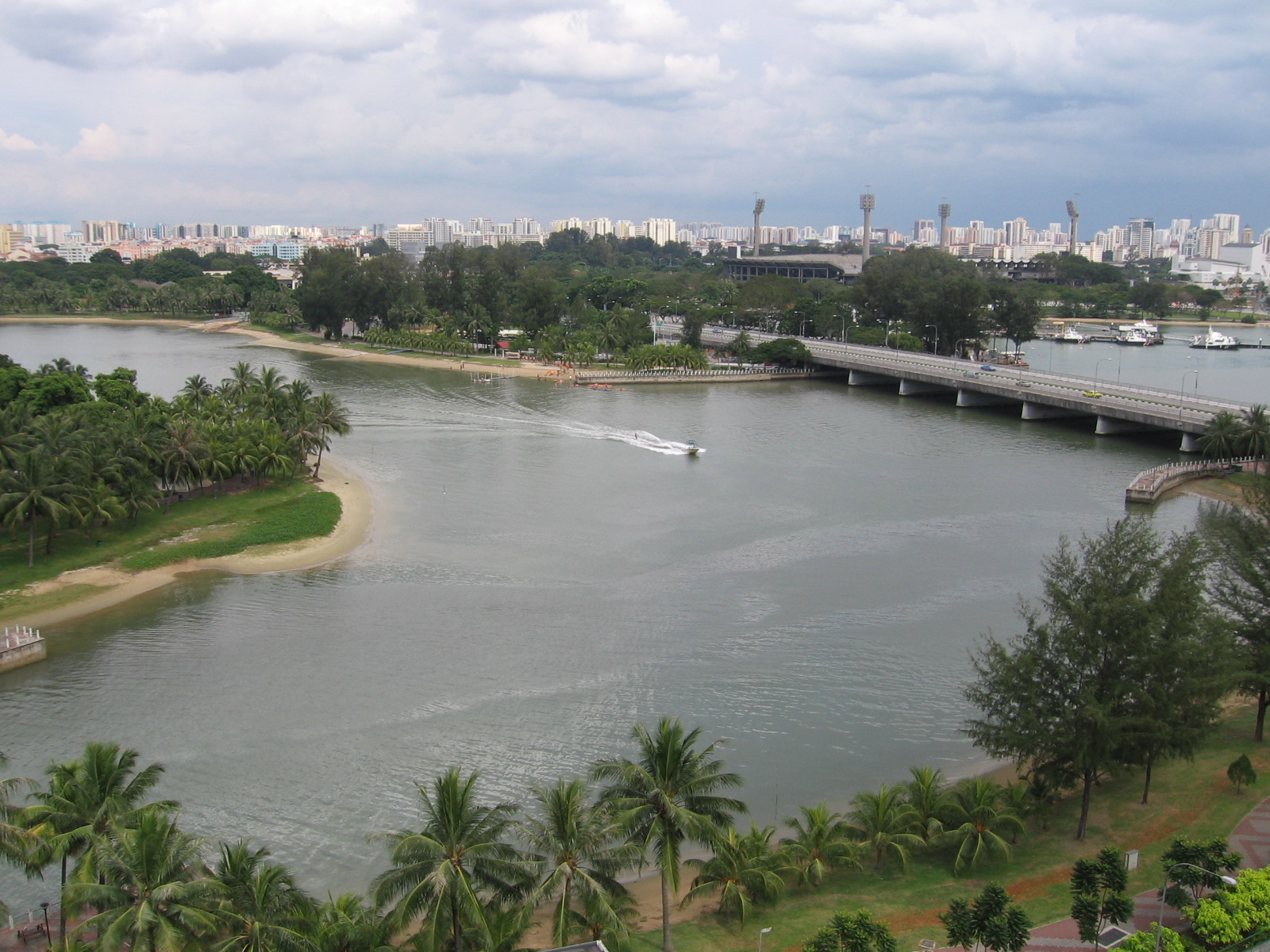
Гирло річки Рохор з річкою Калланг на задньому плані.

Рохор (кит.梧 槽 河) — укладена в каналі річка в Центральному регіоні Сінгапуру.
Верхня частина річки являє собою канал Рохор, що умовно закінчується під мостом Вікторії. Рохор є правою притокою річки Калланг.
Зі 138 видів риб, виявлених у річках басейну Марина-Бей Сінгапуру 2005 року, в річці Рохор знайдено 30 видів.

## Історія
У XIX столітті та на початку XX століття Рохор був важливою частиною деревообробної промисловості: по берегах стояли численні лісопилки. У 1930-х роках, утім, їх було ліквідовано. Канал Рохор також був центром торгівлі худобою, а також розділяв два поселення — Маленьку Індію та Кампонг-Глам.
У 2015 році канал Рохор було оновлено, очищено, побудовано нові набережні в результаті проекту, який коштував 48 мільйонів сінгапурських доларів.